# Ruśka Mokra

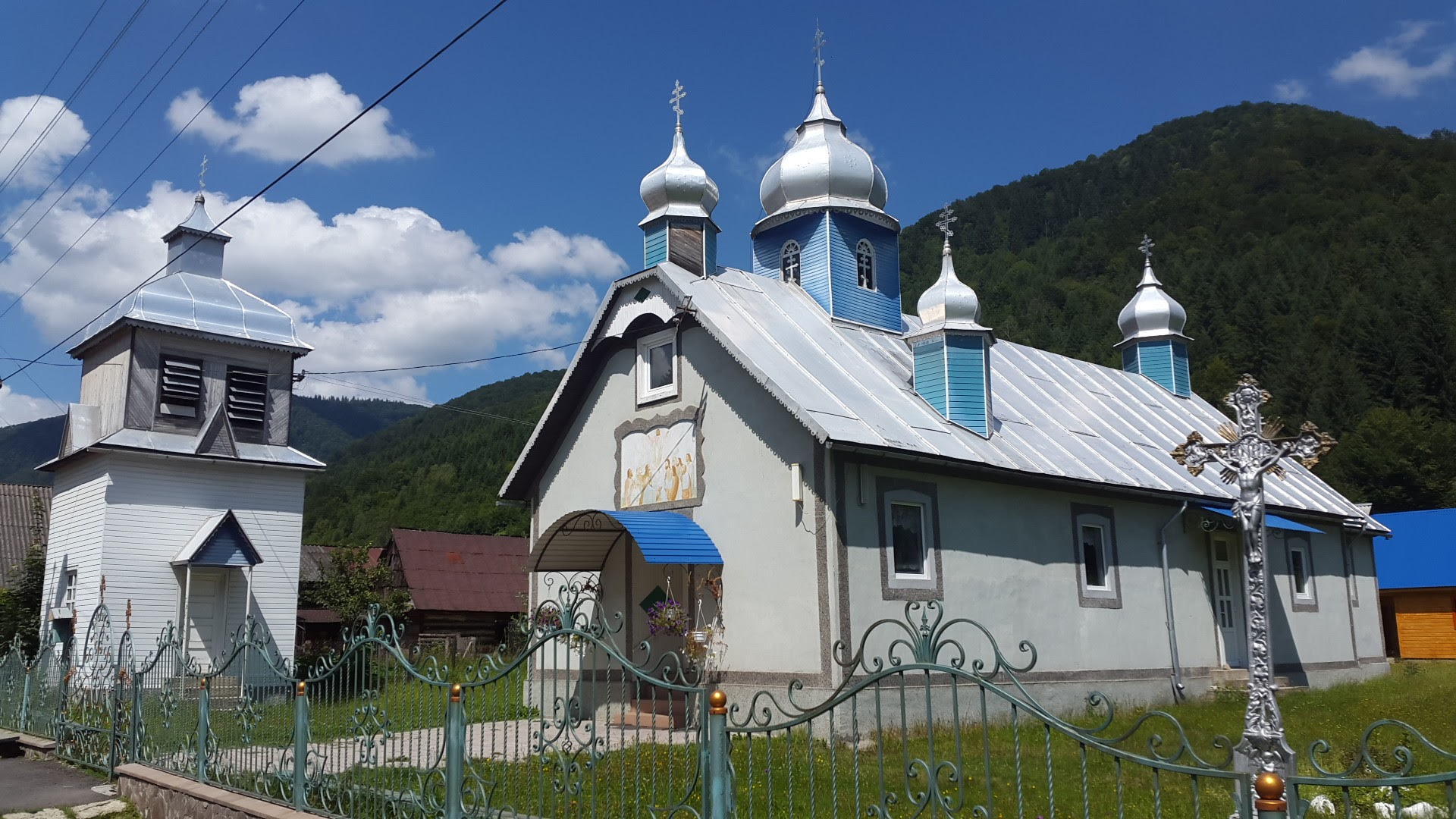
Cerkiew Wniebowstąpienia Pańskiego (UKP PM)

Ruśka Mokra (ukr. Руська Мокра) – wieś na Ukrainie w rejonie tiaczowskim obwodu zakarpackiego.